# Даунтонска опатија: Нова епоха
Даунтонска опатија: Нова епоха (енгл. Downton Abbey: A New Era) је историјско-драмски филм из 2022. године и наставак филма Даунтонска опатија из 2019. године. Сценариста оба филма је Џулијан Фелоус, аутор истоимене телевизијске серије, док је наставак режирао Сајмон Кертис, који је заменио редитеља првог филма, Мајкла Енглера.
Universal Pictures је објавио филм у Уједињеном Краљевству 29. априла 2022, док га је Focus Features објавио у САД и Канади 20. маја исте године. Taramount Film је објавио филм у Србији 12. маја 2022. године. Добио је углавном позитивне рецензије критичара.

## Улоге
| Глумац               | Улога                  |
| -------------------- | ---------------------- |
| Хју Боневил          | Гроф Роберт Кроли      |
| Саманта Бонд         | Леди Розамунд Пејнсвик |
| Лора Кармајкл        | Маркиза Идит Пелхам    |
| Џим Картер           | Чарлс Карсон           |
| Ракел Касиди         | Филис Бакстер          |
| Џонатан Кој          | Џорџ Мари              |
| Брендан Којл         | Џон Бејтс              |
| Хју Данси            | Џек Барбер             |
| Мишел Докери         | Леди Мери Толбот       |
| Кевин Дојл           | Џозеф Моузли           |
| Мајкл Фокс           | Енди Паркер            |
| Џоана Фрогат         | Ана Бејтс              |
| Роберт Џејмс-Колијер | Томас Бароу            |
| Хари Хејден Пејтон   | Берти Пелхам           |
| Лора Хадок           | Мирна Далглиш          |
| Сју Џонстон          | Госпођа Денкер         |
| Ален Лич             | Том Брансон            |
| Филис Логан          | Елси Хјуз              |
| Елизабет Макгаверн   | Грофица Кора Кроли     |
| Софи Макшера         | Дејзи Мејсон           |
| Тапенс Мидлтон       | Луси Смит              |
| Лесли Никол          | Берил Патмор           |
| Даглас Рајт          | Ричард Мертон          |
| Меги Смит            | Грофица Вајолет Кроли  |
| Имелда Стонтон       | Леди Мод Бегшо         |
| Доминик Вест         | Гај Декстер            |
| Пенелопи Вилтон      | Бароница Изобел Мертон |
| Натали Бај           |                        |